# 青木光男
青木 光男（あおき みつお）は、日本の実業家。1983年（昭和58年） 駿河工業株式会社（1992年にスルガ株式会社へ社名変更）代表取締役社長として同社を東証一部上場させるまで成長させる。2003年（平成15年）レック株式会社（レック株式会社は、1992年に負債253億円を抱えて会社更生法を申請し、東証2部を上場廃止になっていた。）を買収するとレック株式会社代表取締役社長に就任しレック株式会社を経営再建の道筋に乗せる。2009年スルガ株式会社はレック株式会社と合併してレック株式会社（詳細はレック (企業)参照）に社名変更。

## 略歴・人物
- 1949年（昭和24年）9月22日　神奈川県に生まれる
- 1972年（昭和47年） 3月　神奈川大学第二法学部卒業
- 1972年（昭和47年） 4月　ジェーアイシー株式会社入社
- 1983年（昭和58年） 3月　駿河工業株式会社 設立　代表取締役社長
- 1992年　スルガ株式会社に社名変更
- 1996年　スルガ株式会社株式を店頭公開
- 2001年　スルガ株式会社東証二部
- 2003年　スルガ株式会社東証一部へ指定替え
- 2002年（平成14年） 3月　神奈川大学大学院経済学研究課博士課程前期修了
- 2003年（平成15年） 9月　レック株式会社の全株式を取得しレック株式会社代表取締役社長就任、レック（旧レック）経営再建に乗り出す。
- 2009年10月、スルガ株式会社が旧レックと合併してレックに社名変更[2]